# キングダム 〜首領になった男〜
キングダム 〜首領になった男〜（キングダム 〜ドンになったおとこ〜）は、本宮泰風主演の日本のオリジナルビデオ。発売元はアドバンス、販売元はオールイン エンタテインメント。2020年現在、6巻までリリースされている。

## あらすじ
1997年の刑務所で島津組組員の金森健市（山口祥行）と出会って兄弟分になり出所後、島津組に誘われ入った桜木鉄男（本宮泰風）が首領に駆け登っていく。

## キャスト
- 桜木鉄男：本宮泰風
- 島津組組長 徳間弓蔵：片桐竜次
- 島津組若頭 成瀬雅治：伊吹剛（1）
- 島津組若頭補佐 広重夏生：古井榮一
- 島津組若頭補佐 萩原桔平：小沢和義
- 島津組組員 金森健市：山口祥行
- 島津組組員 勝矢拓三：舘昌美
- 久保寺令（金森の女）：範田紗々
- 虎牙一家総長 剣崎虎之介：菅田俊（1）
- 虎牙一家理事長 小津幹夫：高杉亘（1）
- 虎牙一家舎弟頭 山岡一豊：井田國彦（1）
- 虎牙一家幹部 梶英俊：小沢仁志
- 虎牙一家幹部 宮本龍二：江原シュウ（1）
- 虎牙一家幹部 武満健輔：友和
- 虎牙一家組員 辰巳富士夫（辰巳企画）：重松隆志（1）
- 居酒屋の大将 平田浩輔（辰巳企画の客）：山崎直樹（1）
- 平田典子（平田浩輔の妻）：速水今日子（1・2）
- 平田晶夫（平田浩輔の息子）：萬野崇博
- 難波 三輪組組長 三輪常松：本郷直樹
- 自称・島津組幹部のタツ（桜木鉄男と同房）：木庭博光（1）
- 媒酌人：吉沢真人（1・2）
- 松野会会長 松野光晴：GDX aka SHU（2）
- 松野会若頭 桑内崇史：宮本大誠（2）
- 松野会若頭補佐 大倉哲夫：阿部亮平（2）
- 松野会組員 弓削優：高原知秀（2）
- 森田守（森田組組長の実子）：幕雄二（2）
- 中林一家総長 前村宗太郎：軍司眞人
- 中林一家幹部 榊大吾：寺中寿之
- 一岡連合会会長 一岡善仁：螢雪次朗
- 一岡連合会幹事長 草野惇郎：松田一三
- 一岡連合会本部長 大辰真悟：藤原喜明
- 島津真誠会幹部 生島興毅：國本鐘建
- 島津真誠会幹部 船木成秀：石垣佑磨
- 島津真誠会組員 黒石和麿：小柳心
- 尾藤寛貴（金森舎弟）：中倉健太郎

ナレーション
- 森羅万象

## スタッフ
- 監督 : 港雄二
- 原作：村上和彦（昭和極道史/首領への道）
- 営業統括：鈴木祐介（オールイン エンタテインメント→ライツキューブ）
- プロデューサー：服巻泰三
- 脚本：松平章全
- 撮影：下元哲→下元哲・小山田勝治
- 照明：高田宝重
- 録音：沼田和夫
- 編集：恒川岳彦
- 音響効果・選曲：藤本淳
- 助監督：YUKI→山鹿孝起
- アシスタントプロデューサー：近藤一彦
- 監督助手：萬野崇博
- 衣裳：天野多恵→片柳利依子
- メイク：坂口佳那恵
- ガンエフェクト：浅生マサヒロ
- 制作進行：梶本達希
- スチール：大蔵俊介・池田岳史
- 衣裳協力：BIBICO
- 撮影応援：小山田勝治
- 車輌応援：名田仙夫
- 制作応援：小池葵→川上泰弘・金澤勇大
- EED：Rays Studio
- MA：FUJIMOTO Studio
- 制作：SOLID FEATURE
- 製作：アドバンス
- 販売：オールイン エンタテインメント

## DVDリリース
| タイトル                      | ジャケットコピー              | 発売日     |
| ----------------------------- | ----------------------------- | ---------- |
| キングダム〜首領になった男〜  | 修羅の道を昇る、ある侠の物語─ | 2019/08/25 |
| キングダム2〜首領になった男〜 | この侠、修羅か、仏か。        | 2019/10/25 |
| キングダム3〜首領になった男〜 | 逆らう事は許されない─         | 2019/12/25 |
| キングダム4〜首領になった男〜 | 侠の采配                      | 2020/03/25 |
| キングダム5〜首領になった男〜 | 侠たちの絆と立場              | 2020/05/25 |
| キングダム6〜首領になった男〜 | 組織に狙われた男たちの結末    | 2020/07/25 |